# Lange (skidföretag)
Lange är en tillverkare av pjäxor för alpin utförsåkning.
Företaget har sina rötter i USA där Bob Lange 1963 började använda glasfiber för att tillverka pjäxor, något som snabbt blev mycket uppskattat bland tävlingsåkare.
Lange är idag tätt kopplat till franska Dynastar och ägs av Rossignol.